# Tyskungen (filme)
Tyskungen (Brasil: A Criança Escondida ) é um filme policial sueco dirigido por Per Hanefjord. Foi baseado no romance homônimo de Camilla Läckberg.
Lançado em 2013, foi protagonizado por Claudia Galli, Richard Ulfsäter, Jan Malmsjö e Lennart Jähkel.